# Territoriale prelatuur Humahuaca
De territoriale prelatuur Humahuaca (Latijn: Praelatura Territorialis Humahuacensis) is een rooms-katholieke territoriale prelatuur met als zetel Humahuaca, in Argentinië. De territoriale prelatuur is suffragaan aan het aartsbisdom Salta. 

## Geschiedenis
De territoriale prelatuur werd opgericht op 8 september 1969, uit delen van het bisdom Jujuy. 

## Parochies
De territoriale prelatuur had in 2021 een oppervlakte van 37.000 km2 en telde 120.680 inwoners waarvan 66,4% rooms-katholiek was.

## Prelaten
- José María Márquez Bernal (10 oktober 1973 - 20 februari 1991)
- Pedro María Olmedo Rivero (7 juli 1993 - 23 oktober 2019)
- Florencio Félix Paredes Cruz (23 oktober 2019 - heden; coadjutor sinds 10 maart 2018)

## Galerij van afbeeldingen

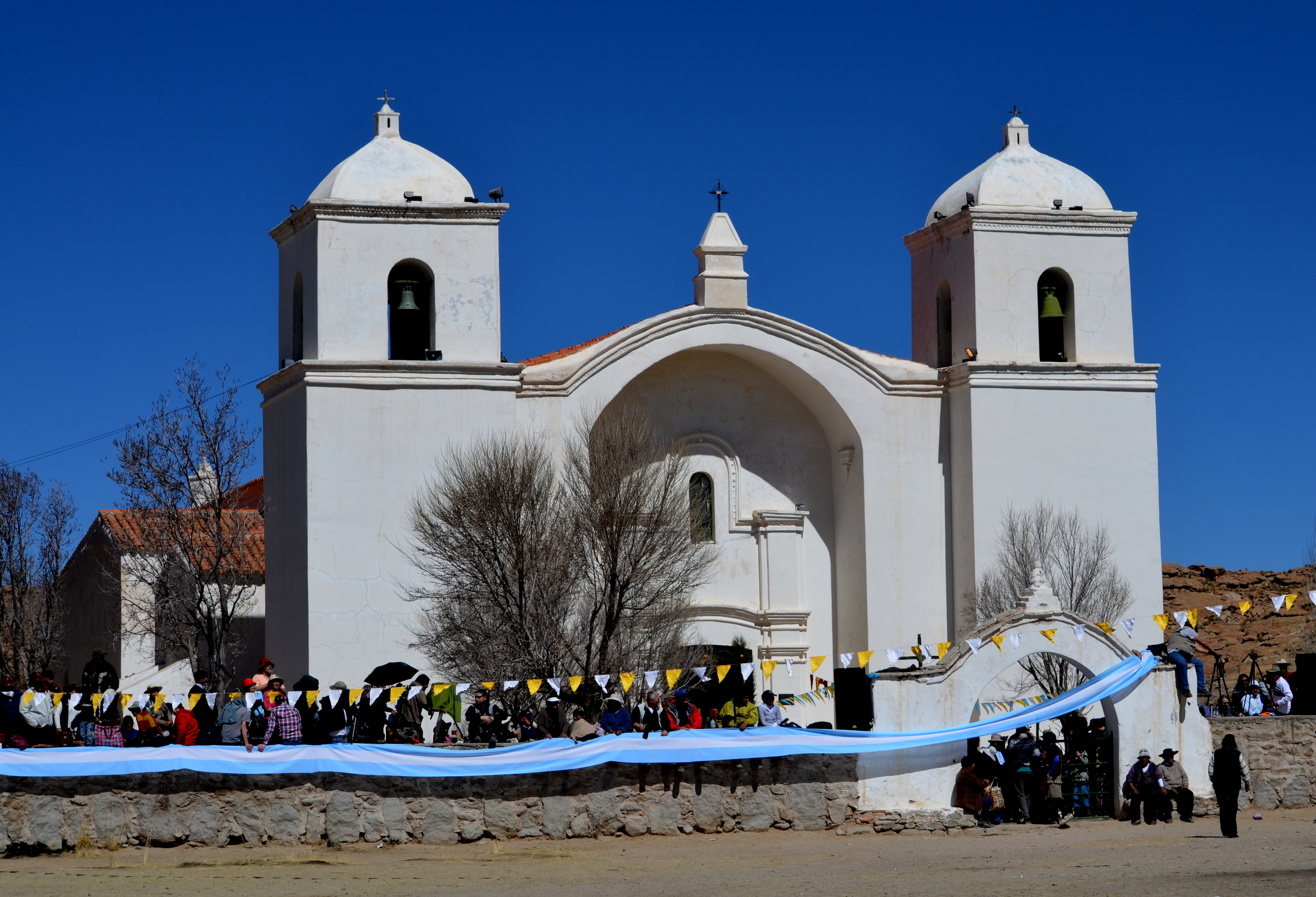
Iglesia de la Asunción, kerk van Casabindo, 1989
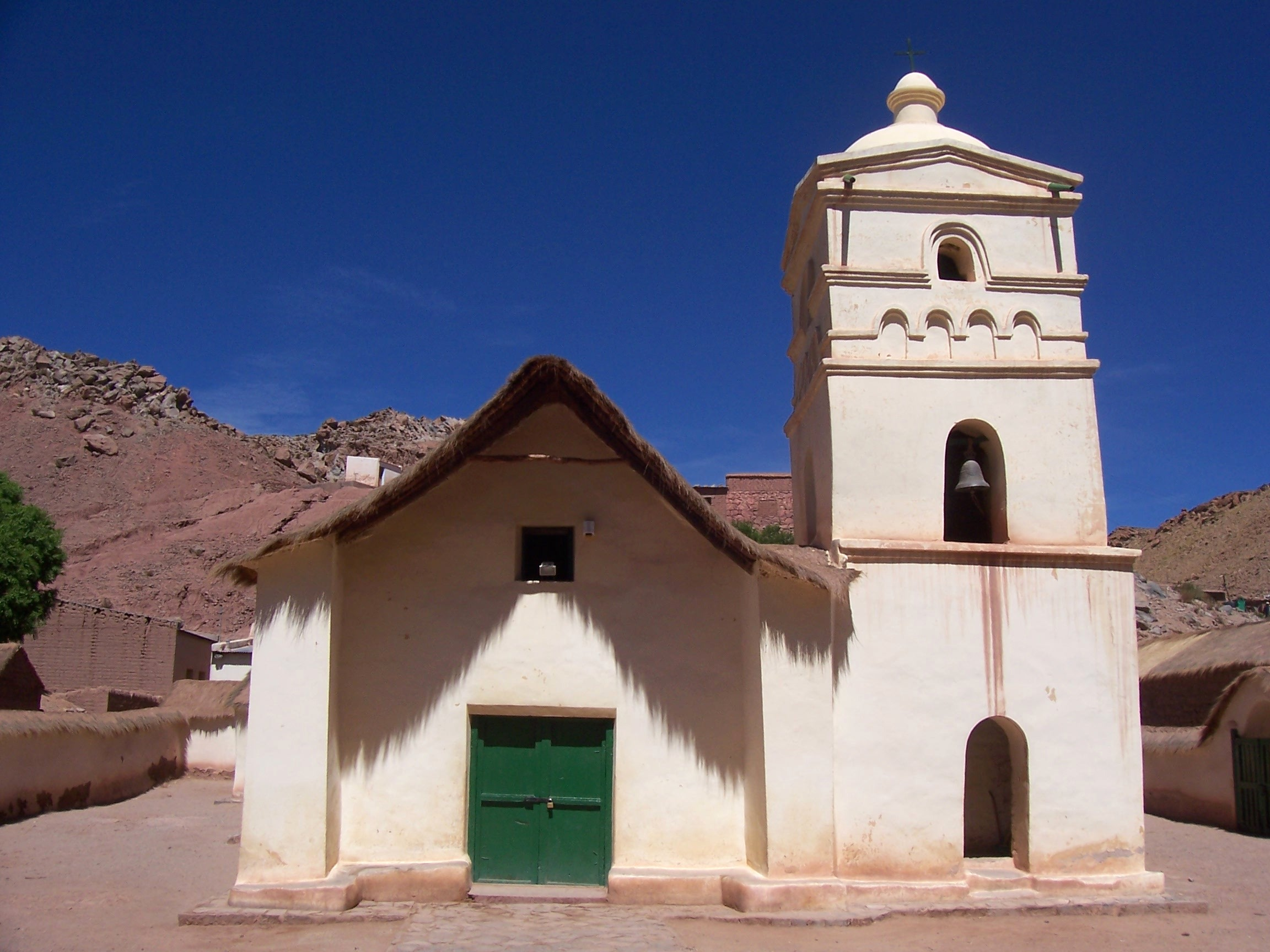
Iglesia de Nuestra Señora de Belén, kerk van Susques, 2009
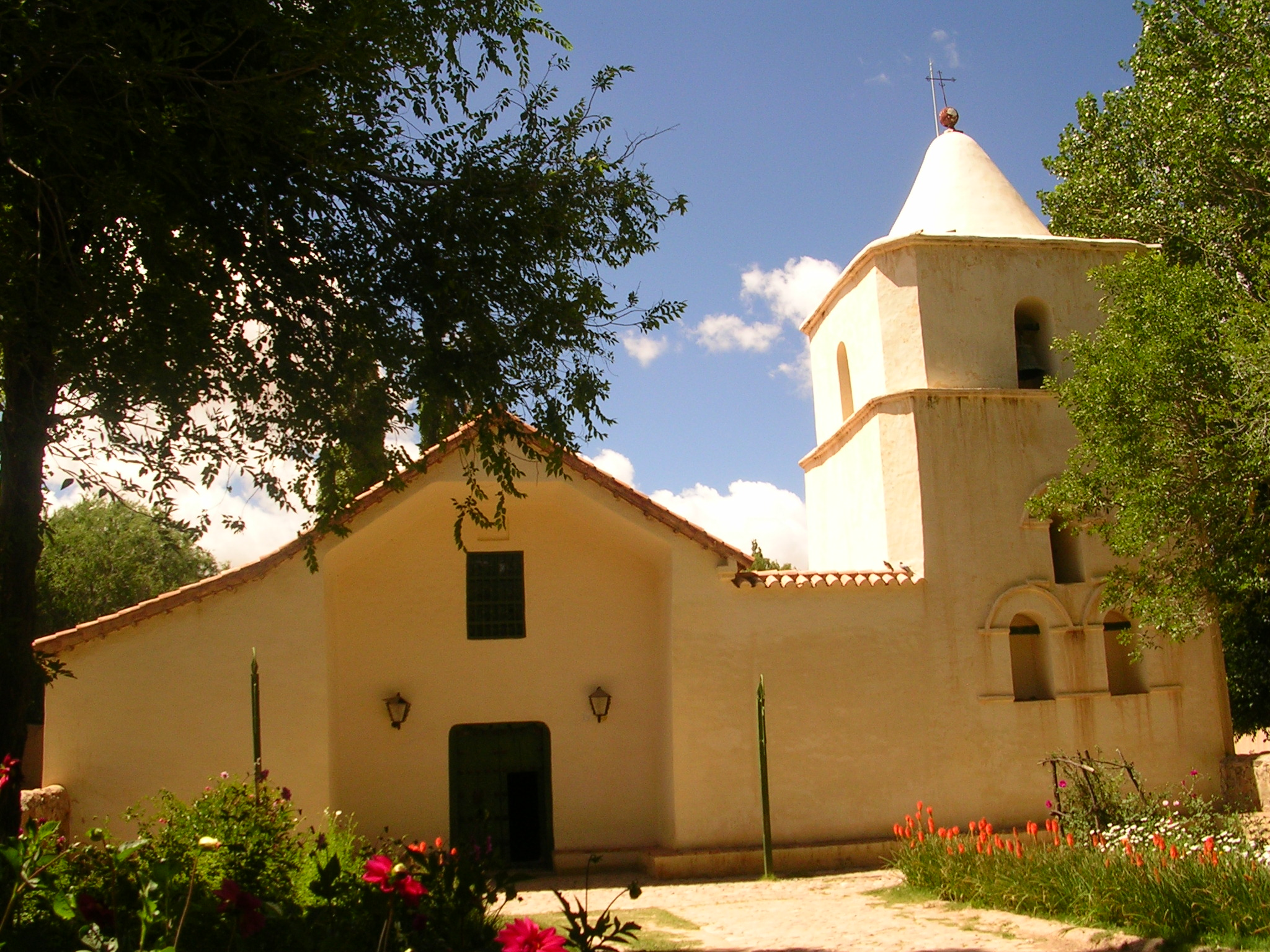
Iglesia de Nuestra Señora del Rosario y San Francisco, kerk van Yavi, 2007
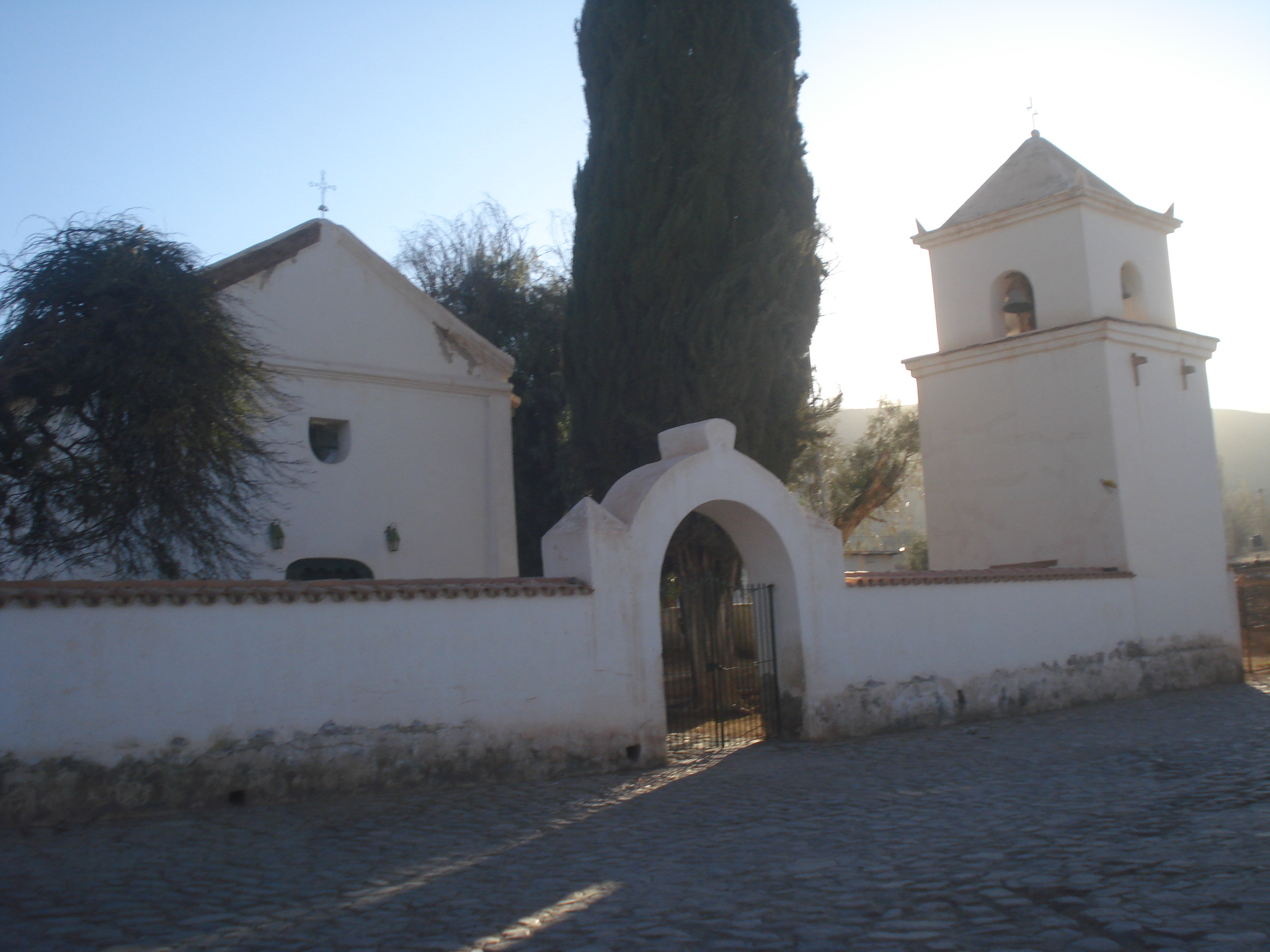
Iglesia de San Francisco de Paula y la Santa Cruz, kerk van Uquía, 2012

Salta (aartsbisdom) · Cafayate (territoriale prelatuur) · Catamarca · Humahuaca (territoriale prelatuur) · Jujuy · Orán